# Tachyta falli
Tachyta falli är en skalbaggsart som beskrevs av Hayward. Tachyta falli ingår i släktet Tachyta och familjen jordlöpare. Inga underarter finns listade i Catalogue of Life.